# Sebastian Nanasi
Sebastian Nanasi (Kristianstad, 2002. május 16. –) magyar származású svéd válogatott labdarúgó, a francia Strasbourg játékosa.

## Pályafutása

### Klubcsapatokban
A Viby IF és a Kristianstad korosztályos csapataiban nevelkedett. 2018-ban már a felnőtt bajnokságban is pályára lépett a Kristianstad csapatával, mindössze 15 évesen. 2018. május 5-én az Oskarshamn ellen első gólját is megszerezte. Június 17-én a Karlskrona ellen 4–3-ra megnyert bajnoki mérkőzésen a 7. percben volt eredményes. 2020-ban került a Malmö akadémiájára, ahol az U19-es csapatban 13 mérkőzésen 22 gólt szerzett. Júniusban meghosszabbították a szerződését és kölcsönbe került a Varbergs csapatához. Június 18-án mutatkozott be az első osztályban az IFK Göteborg ellen. 2021. február 21-én mutatkozott be a Malmö első csapatában a Västerås SK Fotboll csapata elleni kupamérkőzésen. Március 6-án első gólját szerezte meg a Halmstads BK csapata ellen. 2021 decemberében 2025-ig hosszabbított a klubjával. 2022. július 20-án kölcsönbe került a szezon további részére a Kalmar csapatához. 2024. augusztus 23-án aláírt a francia első osztályú RC Strasbourg együtteséhez.

### A válogatottban
Többszörös svéd korosztályos válogatott. A 2019-es U17-es labdarúgó-Európa-bajnokság csoportkörében két mérkőzésen lépett pályára. 2023. január 9-én debütált Svédország válogatottjában Finnország ellen a 82. percben Yasin Ayari cseréjeként a 2–0-ra megnyert barátságos mérkőzésen.

## Statisztika
2021. december 8-i állapotnak megfelelően.
| Klub          | Szezon   | Bajnokság   | Bajnokság | Bajnokság | Kupa  | Kupa  | Nemzetközi | Nemzetközi | Egyéb | Egyéb | Összesen | Összesen |
| Klub          | Szezon   | Bajnokság   | Mérk.     | Gólok     | Mérk. | Gólok | Mérk.      | Gólok      | Mérk. | Gólok | Mérk.    | Gólok    |
| ------------- | -------- | ----------- | --------- | --------- | ----- | ----- | ---------- | ---------- | ----- | ----- | -------- | -------- |
| Kristianstad  | 2018     | Ettan       | 11        | 2         | 0     | 0     | –          | –          | 0     | 0     | 11       | 2        |
| Varbergs BoIS | 2020     | Allsvenskan | 6         | 0         | 0     | 0     | –          | –          | 0     | 0     | 6        | 0        |
| Malmö FF      | 2021     | Allsvenskan | 13        | 1         | 3     | 1     | 4          | 0          | 0     | 0     | 20       | 2        |
| Összesen      | Összesen | Összesen    | 30        | 3         | 3     | 1     | 4          | 0          | 0     | 0     | 37       | 4        |

## Család
Édesapja, Dennis Nanasi, aki bár már Svédországban született, a magyar floorball válogatottban szerepelt.

## Sikerei, díjai

### Klub
- Malmö
  - Allsvenskan: 2021, 2023
  - Svéd kupa: 2021–22, 2023–24

### Egyéni
- Allsvenskan – A szezon játékosa: 2023[21]
- Allsvenskan – A szezon középpályása: 2023[21]